# Александър Стамболийски (язовир)
Вижте пояснителната страница за други значения на Александър Стамболийски.
„Александър Стамболийски“ (до 19 юни 1953 г. „Росица“) е язовир в северна България. Той е публична държавна собственост, поддържан от Националната електрическа компания.
Той е основното съоръжение на Хидровъзел „Александър Стамболийски“, включващ още Напоителна система „Росица“ и каскада от три електроцентрали с обща инсталирана мощност 11 MW.

## Местоположение
Язовирът заема части от землищата на селата Горско Косово в община Сухиндол и Крушево, Дебелцово, Градище и Кормянско в община Севлиево. Отстои на 13 km от Сухиндол, на 18 km от Павликени, на 33 km от Севлиево и на 50 km от Велико Търново. Общата му дължина от началото му при село Кормянско до изградената язовирна стена над Горско Косово е 18 km.
Покрай северния му бряг на протежение от около 6 km, между селата Крамолин и Горско Косово, преминава участък от Републикански път III-3011.

## Технически характеристики
Язовирът е построен на средното течение на река Росица и събира води от горната част на водосборния ѝ басейн. В самия язовир освен Росица се вливат отляво реките Крапец и Магъра, а отдясно – река Каракайнак. Водосборната област над стената на язовира е с площ 1478 km².
Язовирната стена е каменна зидана гравитачна, от суха зидария в правата част и на циментов разтвор в извитата част. Тя има височина 66 m и дължина по короната 380 m, включително 300 m прав участък и 80 m извит към десния бряг. Преливникът е траншеен, при левия бряг, и има капацитет 1500 m³/s. Основният изпускател се състои от две стоманени тръби с общ капацитет 200 m³/s.
Водохранилището му разполага с:
- завирен обем – 205.5 млн. m3;
- полезен обем – 200 млн. m3;
- най-високо водно ниво – 190.75 m;
- най-високо работно водно ниво – 185 m;
- най-ниско работно водно ниво – 164 m;
- обща залята площ – 17 km2.

## История
Строежът започва през 1940 и завършва в края на 1954 г. Тя е едно от основните съоръжения, строени от Бригадирското движение на тоталитарния режим в България. По време на строителството при трудови злополуки загиват 103 души.
Язовирът залива някогашното село Бара, чиито жители са преселени. Днес при спадане водите на язовира могат да се видят на дъното му следи от някогашните постройки, както и стърчащият кръст на църквата. На полуострова след стената се е намирала тракийска и римска крепост Пиретинезиум като ако се следва пътя до изоставения склад за експлозиви (43.11N, 25.16E) от строежа и след това до върха на полуострова се откриват големи количества керамика и човешки кости .   
След завършването му язовирът показва множество дефекти, предизвикващи силни течове. През 1961 година той е частично изпразнен и са ремонтирани фуги по екрана на стената. През 1970 година язовирът е аварийно източен докрай и отново е ремонтиран екрана, както и тежки течове при началото на напорната деривация. Многократни ремонти са извършвани и по самата напорна деривация.

## Рибно богатство
Бабушка, бибан, бял амур, бяла риба, каракуда, костур, кротушка, морунаш, распер, скобар, слънчева риба, сом, уклей, червеноперка, шаран, щипок, щука и др.